# Ce-ce muhe
Ce-ce muhe (Zajedavke; lat. Glossina) su veliki dvokrilci iz roda Glossina, porodice Glossinidae, koji nastanjuju velik dio srednje-kontinentalne Afrike između pustinja Sahara i Kalahari.
Rod ce-ce muha uključuje i do 34 vrste pouzdavajući se u partikularnu klasifikaciju. Većina klasifikacija smještava ovaj rod u zasebnu porodicu Glossinidae. Vrste iz ovog roda dobivaju ime po riječi "tsetse" iz Tswana jezika, što znači "muha".
Hrane se krvlju kralježnjaka i primarno su biološki vektori tripanozoma, koji uzrokuju bolest spavanja i životinjsku tripanomijazu, također poznatu kao nagana. Ove muhe su opširno proučavane zbog njihove velike uloge u prenošenju bolesti. Ove muhe tipično stvaraju oko četiri generacije godišnje i do 31 generaciju tijekom čitavog životnog vijeka.
Vrste ove porodice slične su drugim velikim dvokrilcima, kao što je kućna muha, ali ipak se može od nje razlikovati po brojnim karakteristikama anatomije, od kojih su dvije lake za primijetiti. Cece-muha u potpunosti presavija krila dok se odmara, tako da se jedno krilo odmara direktno na vrhu drugoga preko abdomena. Također, ima dosta dug proboscis, koji se odmah proširuje unaprijed, te je pričvršćen specifičnom tvorevinom na vrhu glave.
Fosilizirani ostatci nađeni su na nalazištu Florissant Fossil Beds u Coloradu. Zabilježen je i podatak da godišnje 250.000-300.000 ljudi umre od bolesti uzrokovanih ubodom ovih kukaca.

## Biologija
Biologija ce-ce muha relativno je dobro shvaćena. Ove muhe su opširno proučavane zbog njihove medicinske, veterinarske i ekonomske važnosti. Njihovo proučavanje dosta je olakšano zbog toga što se lako mogu uzgojiti u laboratoriju, te su relativno velike. Entomolozi su otkrili velik broj podataka o njihovoj morfologiji, anatomija, razvoju i metabolizmu.

### Morfologija
Ce-ce muha odvaja se od svoje majke tijekom trećeg instar stadija, koji traje svega nekoliko sati, te nikad nije promatran izvan laboratorija, te tijekom njega postaje ličinka (crv). Potom dolazi faza kukuljice, kada je veličine 1 cm, te ima tvrdu ljusku. Sa stadijem kukuljice ce-ce muha završava posljednje dvije faze ličinke.
Ce-ce muhe su relativno veliki kukci, veličine od 0.5 do 1.5 centimetara, te imaju prepoznatljiv oblik, po kojem se, iako postoje sličnosti između njih i nekih drugih kukaca, mogu bez problema razlikovati od njih. Imaju veliku glavu, upečatljivo razdvojene oči, te neuobičajena ticala s razgranatim dlačicama aristama. Prsni koš je poprilično velik, dok je abdomen kraći od krila.

### Anatomija
Kao i kod drugih kukaca, tijelo ove muhe dijeli se na tri dijela: glava, prsni koš i abdomen.
Na glavi se nalaze velike oči, vidljivo razdvojene, svako oko na svoju stranu. Tu je također i prema naprijed proširen proboscis pričvršćen velikom izraslinom. Prsni koš je velik i načinjen od tri osnovna dijela. Tri para nogu pričvršćena su za prsni koš, baš kao i dva krila. Abdomen je kratak, ali širok, te mu se volumen tijekom hranjenja drastično mijenja.
Unutrašnja anatomija ce-ce muhe je poprilično tipična za sve kukce. Voljka je dovoljno velika da se prilagodi ogromnom povećanju veličine tijekom hranjenja krvnim obrokom, kada postaje teška kao i on sam. Reproduktivni sustav odraslih ženki uključuje maternicu koja postaje dovoljno velika da može u sebi držati ličinku trećeg instar stadija na kraju svake skotnosti. 
Većina ce-ce muha su fizički jako vitalne. Kućne muhe vrlo se lako mogu ubiti samo jednim udarcem, a da se ubije ce-ce muha treba uložiti jako puno napora.

### Životni ciklus
Ce-ce muhe imaju neuobičajen životni ciklus, koji može biti uzrokovan bogatstvom izvora hrane. Ženka oplođuje samo jedno jaje, koje zadržava sve dok maternica ne postane sposobna za razvijanje novog potomka. Tijekom tog razdoblja ženka hrani potomka mliječnom materijom izlučenom iz žlijezda koje se nalaze u maternici. U trećem stadiju ličinke ce-ce muha konačno napušta maternicu i počinje svoj neovisni život. Međutim, ova neovisna jednika sada uranja ispod površine i počinje stadij kukuljice, koji završava nakon potpune preobrazbe u odraslu jedinku, te traje dvadeset do trideset dana. Tijekom tog razdoblja ličinka se mora osloniti na uskladištene izvore. 
Tehnički, ovi kukci imaju standardan proces razvoja kao i svaki drugi kukac; tvorenje oocita, ovulacija, oplodnja, razvoj jajeta, pet stadija ličinke, stadij kukuljice, te razvoj do odrasle jedinke.